# 梦境杀手
梦境杀手（英語：Dreamkiller）是一款幻想类的第一人称射击游戏，由Mindware开发，AspyrMedia发行，在PC和Xbox 360平台发售。游戏中，玩家扮演的是女精神病医生爱丽丝·德雷克（Alice Drake），她可以进入精神病患者的脑中与以梦魇为食的恶魔作战。此外，女主角还可以使用各种特殊武器和特殊能力。游戏共有12种类的单机冒险任务可供玩家选择。